# Olivier Mahafaly Solonandrasana
Olivier Mahafaly Solonandrasana (Nosy Be, 21 de junio de 1964) es un político de Madagascar, que se desempeñó como primer ministro desde 2016 hasta 2018. Previamente, fue ministro del interior.

## Carrera
Se graduó de una licenciatura y una maestría (1993) en filosofía en la Universidad de Toliara. En 1995, obtuvo un certificado de consultor de comunicación en París.
Entre 1989 y 1994, fue profesor y, entre 1989 y 1996, director de la Alianza Francesa de Toliara. De 1999 a 2014 ocupó diversos cargos regionales y en el ministerio del interior de Madagascar.
El 18 de abril de 2014, fue nombrado Ministro del Interior y Descentralización, integrando el gabinete de Jean Ravelonarivo. El 10 de abril de 2016, lo sucedió como primer ministro.
El 4 de junio de 2018, anunció su renuncia luego de que el Alto Tribunal Constitucional exigiera el nombramiento de un «primer ministro por consenso» para salir de la crisis política. El mismo día, a Christian Ntsay se le encargó formar un gobierno.